# Olav Harald Ulstein
Olav Harald Ulstein (født 8. marts 1963 i Hareid, Norge) er en norsk kunstmaler, som maler naturalistiske landskabsbilleder. Han har haft en rækkeudstillinger.